# Чанчати
Чанчати (груз. ჭანჭათი) — село в Грузии, на территории Ланчхутского муниципалитета края (мхаре) Гурия.

## География
Село находится в западной части Грузии, на южном склоне Гурийского хребта, к северу от реки Супсы, на расстоянии приблизительно 7 километров (по прямой) к юго-востоку от города Ланчхути, административного центра муниципалитета. Абсолютная высота — 147 метров над уровнем моря.

## Население
По результатам официальной переписи населения 2014 года, в Чанчати проживало 499 человек (259 мужчин и 240 женщин). В национальной структуре населения грузины составляли 99,6 %, молдаване — 0,2 %, украинцы — 0,2 %.
| Год  | Население, человек |
| ---- | ------------------ |
| 2002 | 669                |
| 2014 | ↘ 499              |